# Тажен
Таже́н (каз. Тәжен) — село у складі Бейнеуського району Мангистауської області Казахстану. Адміністративний центр та єдиний населений пункт Таженського сільського округу.
Село утворено 2006 року.
Населення — 237 осіб (2021; 299 у 2009).